# شهرستان جیولونگ
شهرستان جیولونگ (به لاتین: Jiulong County) یک منطقهٔ مسکونی در چین است که در ولایت خودمختار گارزئی تبتی واقع شده‌است.